# Pomník Marie Terezie v Bratislavě
Památník Marie Terezie bylo monumentální mramorové jezdecké sousoší uherské královny Marie Terezie od významného bratislavského umělce Jana Fadrusza, které v letech 1897 – 1921 stálo na dnešním Náměstí Ľudovíta Štúra v Bratislavě.

## Korunovační náměstí
V první polovině 18. století začal na místě, kudy od nepaměti tekla voda v dunajské zátoce, vznikat městský prostor. V té době na dnešní Mostové ulici, na místě, kde je dnes vchod do budovy Reduty, stál kopec, který podle své funkce dostal pojmenování Korunovační (Königsberg). Na něj vedla první jízda nově korunovaného panovníka, kde sedě na koni symbolicky máchl mečem na čtyři světové strany. Tím dal najevo, že je odhodlán bránit zemi před nepřáteli ze všech stran.
Protože se na tomto místě začala v roce 1773 stavět budova zemské sýpky, dala Marie Terezie kopeček odstranit. O dva roky nato však na nově vzniklém náměstí postavili podle projektu rakouského architekta Franze Hillebrandta nový kopec, který se nadále využíval při korunovacích. Podle tohoto kopečku dostalo prostranství pojmenování Korunovační náměstí (Krönungshügel-Platz, Koronázási domb-tér).
V roce 1830 se v Prešpurku konala poslední korunovace uherského krále (Ferdinanda I.). Přeložením místa korunovací opět do Budína zdejší korunovační kopeček ztratil svůj smysl a proto jej 4. května 1870 odstranili. Oficiálním důvodem byla nová úprava přilehlých ulic.
Unikátní památka se však mezitím stála známou široko daleko, a proto městský magistrát ujistil obyvatele města, že na tomto místě postaví pomník, který bude korunovace připomínat. Zatím na uvolněném prostranství postavili hudební pavilon. Zastupitelstvo svobodného královského města Prešpurku na svém slavnostním zasedání 8. června 1892 na návrh poslance uherského parlamentu Károly Neiszidlera jednomyslně rozhodlo, že dá na místě někdejšího korunovačního pahorku postavit důstojný památník. Současně byla zřízena odborná komise na přípravu památníku. Do jejího čela zvolili městského archiváře Jana Batka.

## Vznik pomníku
Komise oslovila dva tehdejší nejvýznamnější sochaře (oba byli bratislavskými rodáky) - Viktora Tilgnera a Jana Fadrusze, aby vypracovali a předložili své návrhy.
Každý z umělců měl svéráznou představu o vzhledu pomníku. Tilgnerův návrh představoval lva ležícího na vysokém podstavci, který mezi předními tlapami chrání uherské korunovační insignie. Návrh kromě toho obsahoval podobizny uherských panovníků, korunovaných v Prešpurku, které měly být jako medailony umístěny po obvodu podstavce.
Fadrusz odmítl vytvořit pomník všech zde korunovaných vladařů. Zvolil si jednu osobnost - královnu Marii Terezii, během jejíhož panování zažíval Prešpurk svůj největší rozmach. Podle jeho představy měla panovnice ověnčená královskou korunou sedět na španělském hřebci v slavnostním uherském oděvu. Společnost jí měly dělat dvě postavy husarů představujících tehdejší šlechtu.
Při obhajování svého návrhu Fadrusz kromě výtvarné stránky komisi oslovil i svým "vlasteneckým prouherským a promaďarským postojem". Podle popisu události zveřejněné v tehdejší tisku:
| „ | ...členovia komisie boli tak prekvapení nadšením umelca, jeho prejavom prednesenom v maďarskom jazyku a v ňom vynikajúco vyjadrenou ideou, že s potešením prijali celý návrh mladého umelca. | “ |

19. června 1893 komise vybrala Jana Fadrusze za zhotovitele díla a pověřila ho vytvořením sádrového modelu. Umělec ještě v témže měsíci vystavil v radnici skicu s návrhem památníku, která "vyvolala díky šťastnému výběru námětu, stejně jako svému uměleckému zpracování, jednoznačný obdiv a všeobecné nadšení ve všech kruzích obyvatelstva".
O dva měsíce později, 27. srpna 1893, v Budapešti dokončil model. Po kladném posouzení modelu komisí se v září 1894 vydal do Toskánska do města Carrara, proslulého těžbou kvalitního bílého mramoru. Zde v lomu, kde materiál pro své sochy (mimo jiné i pro slavného Davida) hledal i velký Michelangelo, získal potřebný blok horniny.

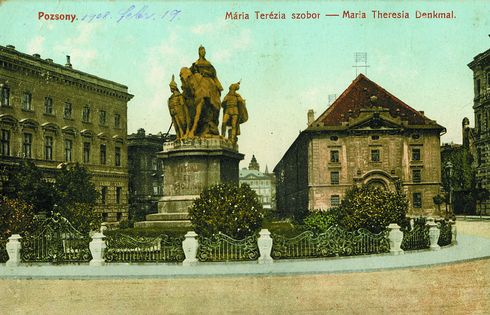
Pomník byl častým námětem na pohlednicích z Bratislavy. Kolorovaná pohlednice z roku 1908

Jezdecká socha, navíc takových kolosálních rozměrů, byla pro Fadrusze velkou výzvou. Aby co nejvěrněji zachytil podobu koně a jezdkyně, navštívil několik evropských měst, kde studoval podobná díla. Velmi si dal záležet na zvýraznění majestátu panovnice,čehož mimo jiné docílil vymodelovaním koně se skloněnou hlavou.
Na zachycení co nejvěrnější podoby Marie Terezie studoval dobové grafické a malířské předlohy. Při modelaci obličeje vycházel z maleb barokního umělce Martina van Meytense, dvorního portrétisty při vídeňském panovnickém dvoře. Doprovázející postavy Kuruce a velmože jsou vytvořeny podle skutečných postav; jejich oděvy a zbraně vycházejí z dobových reálií 18. století.
S blížícím se časem odhalení památníku se mezi příslušníky maďarské a německé národnosti projevily rozpory ohledně ideologické interpretace díla. Pro maďarskou elitu bylo odhalení památníku vítanou příležitostí spojit tuto událost s oslavami tisíciletí v roce 1896, které měly vyjadřovat tisíciletou kontinuitu maďarské státnosti. Z tohoto důvodu měl být památník oslavou a připomínkou Uherského království. Symbolicky to měla vyjadřovat i uherská královská koruna na hlavě Marie Terezie (Marie Terezie byla proto chápána jako uherská královna, ne jako rakouská arcivévodkyně), její oděv i postavy stojící po jejím boku. Postava stojící vlevo od panovnice představovala uherského magnáta, který, dívaje se na svou královnu, napřaženou levicí ukazuje na Dunaj směrem k Budapešti; mužská postava vpravo zobrazovala měšťana - bojovníka, držícího uherský znak a se šavlí v ruce směřujícího svůj hrozivý pohled směrem k Vídni.
Pomník rozdílně interpretovalo německé obyvatelstvo, podle něhož měl být monument výrazem loajality bratislavských obyvatel vůči státu reprezentovanému vládnoucí dynastií Habsburků. Podle památného spisu vydaného v němčině při příležitosti odhalení památníku postavy na něm symbolizovaly jednotu šlechty a měšťanstva, postavení Prešpurku a věrnost města k vlasti a králi.
Ideologicky nezaujatý popis památníku nacházíme ve vlastivědném průvodci novináře a spisovatele Emila Kumlika (1868 - 1944):
| „ | Pomník znázorňuje veľkú kráľovnú, ktorej zásluhy o rozvoj Prešporka sú skutočne nehynúce, na koni, v bohatom uhorskom slávnostnom odeve. Po jej ľavici jej vzdáva vernosť uhorský magnát, sprava ju ochraňuje bojovník v odeve z Rákócziho čias, obracajúc svoju nahnevanú tvár smerom na západ. Na podstavci možno čítať slová výzvy prešporského snemu (11. dec. 1741), ktoré sa medzičasom stali okrídlenými: "Vitam et sanguinem" (Život a krv za našu kráľovnú). | “ |

Sousoší z carrarského mramoru, vysoké 6,65 metru, na vysokém podstavci (celková výše díla byla jedenáct metrů) bylo slavnostně odhaleno 16. května 1897 za přítomnosti císaře a uherského krále Františka Josefa I. a členů jeho panovnického dvora, zemského primase, členů vlády a představitelů města, univerzit, uherské akademie věd a dalších hostů i širokého obyvatelstva. Při této příležitosti uložili do podstavce pomníku pergamenovou listinu, jejíž text zkoncipoval poslanec uherského parlamentu Kálmán Thale, člen uherské akademie věd a profesor na prešpurské Právnické akademii. Listina mimo jiné informovala, že památník má:
| „ | ...na večné veky hrdo symbolizovať stálu a nedotknuteľnú posvätnosť kráľovskej prísahy a zákonov. Má pripomínať povznášajúcu pamiatku maďarskej lásky k vlasti, úcty k jej zákonom a tej neotrasiteľnej vernosti, s ktorou tento národ zachránil nestály trón osirotenej a pol svetom napadnutej spanilej mladej Kráľovnej, slávnej pamäti Márie Terézie a jej vznešenú rodinu, pod ponúknutou šľachetnou ochranou Maďarov, obetujúc na povzbudivú výzvu niekdajšieho palatína Jánosa Pálffyho z Erdődu s mimoriadnym nadšením 'život a krv', a s obdivuhodnou oddanosťou odvrátil nepriateľov. | “ |

Text listiny končil zvoláním:
| „ | Ty, pamätník maďarskej vernosti, maďarského hrdinstva, maďarskej šľachetnosti a úcty k zákonom. Ty, kamenný hlásateľ prastarých maďarských cností stoj neochvejne! Stoj na večné veky! Stoj, kým stojí tisícročná milovaná domovina! | “ |

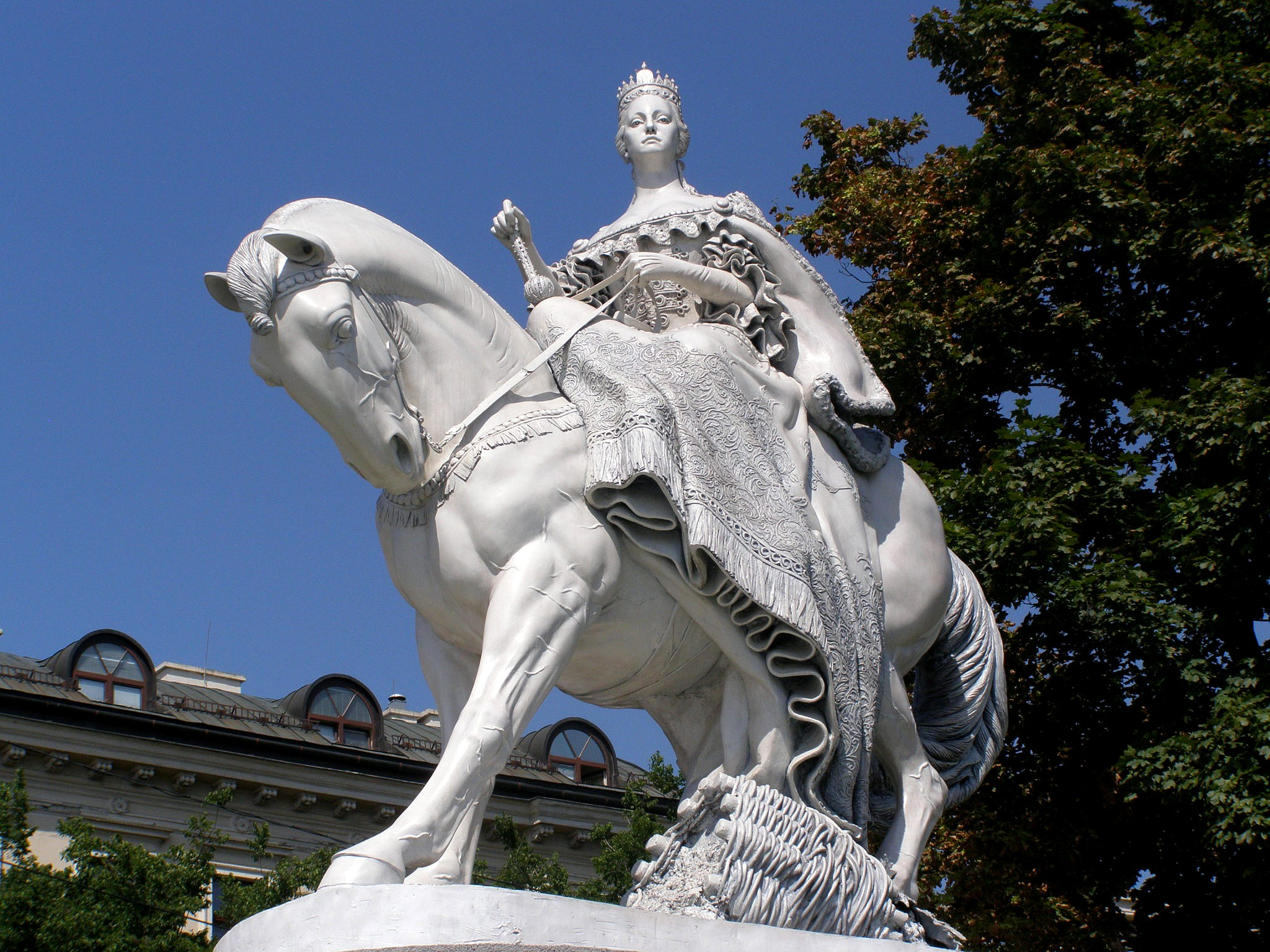
Zmenšený model sochy Marie Terezie byl v roce 2012 několik týdnů umístěn na Vajanského nábřeží, nedaleko místa, na kterém stál původní památník

Kromě samotného sousoší byl na památníku zajímavý i jeho podstavec, zejména nápisy na něm. Vzhledem k tomu, že dobové fotografie zachycují památník pouze z čelního pohledu, všeobecně je znám pouze nápis na této straně. Vitam et Sanguinem (Život a krev) je zkrácenou formou výzvy členů uherského sněmu na památném zasedání 11. prosince 1741 ("Vitam et Sanguinem pro Rege nostro!"), kdy prohlásili odhodlání obětovat za svou královnu i vlastní životy.
Méně je však známý nápis, který nesl podstavec na své zadní straně (směrem k městu). Zde maďarský text ozřejmil okolnosti vzniku památníku: V roce tisíciletí vzniku Uherska na památku královských korunovací vztyčilo obyvatelstvo svobodného královského města Prešpurku, 1896.

## Odstranění pomníku
Pomník následujících čtyřiadvacet let krášlil prostor náměstí a tvořil neodmyslitelnou kulisu této části města. Celkový vzhled dotvářela i stylizovaná pseudorokoková železná ohrada, která památník ohraničovala, spolu s udržovaným trávníkem a květinovou výsadbou.
V roce 1918 se Rakousko-Uhersko rozpadlo a na jeho troskách vznikaly nové nástupnické státy. V letech 1920 a 1921 se však poslední rakouský císař a uherský král Karel I. a jemu věrní přívrženci pokusili o obnovu monarchie, což mladá Československá republika vnímala jako ohrožení své existence. V stupňujících se protimaďarských a protiuherských náladách se příslušníci československých legií "vrhli" na sochu Marie Terezie a za asistence policie ji zničili. Následně byl celý památník odstraněn. Očitým svědkem této události byl známý bratislavský sochař Alojz Rigele. V umělcově rodinném archivu se v rukopisné podobě nachází osobní svědectví, kterému dal výstižný název Zbourání bratislavského pomníku Marie Terezie v čase 26. - 29. října 1921:
| „ | 26. října 1921, ve středu odpoledne o 2. hodině jsem šel do svého ateliéru. Procházejíce po Poľovníckom rade, k tamní fasádě Reduty byl opřený jeden velký hasičský žebřík. Nahoře stál jeden člověk v civilním oblečení a jedním kladivem otloukal ze štítu tamní štukatérsky vyhotovený erb s uherskou korunou. Shromáždilo se zde několik lidí a přihlíželi událostem. Nepřisuzoval jsem této věci větší význam, myslel jsem si, že se děje na základě úředního příkazu. Večer jdouce domů, jsem se o půl šesté opět dostal k Redutě a uviděl jsem vlnící se dav lidí. Při Hummelově památníku mi s pláčem šla naproti moje manželka a mluvila o tom, že nyní ničí pomník Marie Terezie, hlava ženy sedící na koni a hlavy dvou vedlejších postav jsou již uražené. Chvějíce se strachem a vzrušením jsme došli k soše a tady jsem na vlastní oči viděl to, čemu jsem nechtěl uvěřit: na podstavci stálo 5 - 6 chlapů ve vojenském stejnokroji, velkými a těžkými kladivy jako pomatení tloukli na mramorové sochy, kterým už chyběly hlavy, ruce a jiné volné části. Náměstí bylo naplněno davem lidí, bylo zde mnoho vojáků, policistů, důstojníků apod. V podstatě převládalo ticho, jen tu a tam se ozval přitakávajíci povzbudivý řev tehdy, když spadl větší kus. Hrozně, strašlivě se ozývaly údery kladiv na tlumeně osvětleném náměstí. Vyšli jsme nahoru do našeho bytu, protože nás bolelo srdce a nemohli jsme se na to všechno dívat. Takto to pokračovalo až do pozdní noci. V následující den odpoledne a večer pokračovali v bourání. Výsledek byl ten, že dvě vedlejší figury večer spadly z podstavce ... V následující den, 28. října, v této "pracovní činnosti" nastala pauza. 29. října odpoledne opět přišli, aby dokončili své dílo. Nechtěl jsem se na tu ukrutnost dívat, celý rozechvělý jsem šel nahoru do svého bytu. Večer o 10. hodině jsem se tupě otřásl: strhli postavu koně, která se skládala ze dvou částí. Druhý den jsem se doslechl, že před koně zapřáhli ocelovými lany nákladní automobil. Při dvou vedlejších figuríny to bylo úspěšné, v případě koně ovšem ne. Ocelová lana se opakovaně roztrhla a jednou se auto dokonce vzpříčilo. Nakonec se to přece jen podařilo a odměnou za "velký počin" byl potlesk a křik. Celé bourání se uskutečnilo za přítomnosti policie. Během listopadu vedení města pověřilo kameníka Mahra, aby trosky památníku Marie Terezie odklidil a do vydání dalších pokynů je uložil na svém kamenická nádvoří. Celé, velké kusy jako přední a zadní část koně, bylo nutné navrtat a rozštěpit na několik kusů, aby se mohli odvézt ve voze, neboť pro jejich obrovskou váhu by byl potřebný zvláště pro tento účel konstruovaný vůz a kolejnice. Policie byla přítomna ve dne v noci a dohlížela na odvoz jednotlivých kusů. Každý, kdo zde pracoval, dostal od policejního ředitelství zvláštní průkaz. Jelikož navzdory policejnímu dozoru několik menších kusů rozkradli, většinu úlomků večer posbírali do bedny, kterou přikryli deskami. Bedna byla do rána zpravidla prázdná. O pár dní později přišli vojáci (nevím z čího pověření) s nákladním autem, naložili odražené hlavy, ruce a menší kusy (asi 15 - 18 ks), úlomky a suť s tím záměrem, že to všechno odvezou do městského deportačních centra. Když odvezli všechny kusy mramoru, z pověření technického úřadu začali bourání podstavce, ale tuto práci brzy přerušili. Údajně proto, že město by k úhradě bouracích nákladům potřebovalo souhlas župana, ale ten dodnes nepřišel. | “ |

## Snahy o obnovu památníku
I když se na místě původního památníku Marie Terezie vystřídaly sochy M. R. Štefánika a štúrovců, mezi Bratislavany neustaly touhy o navrácení původního památníku na toto místo. Iniciativy se chopil Bratislavský zkrášlovací spolek, který dokonce dal zhotovit třetinový částečný model původní sochy a vystavil ho v parčíku na dunajském nábřeží. Současně sepsali petici za návrat pomníku Marie Terezie a přemístění zde stojícího památníku štúrovců na jiné, vhodnější místo.